# Chris Hunter (Musiker)

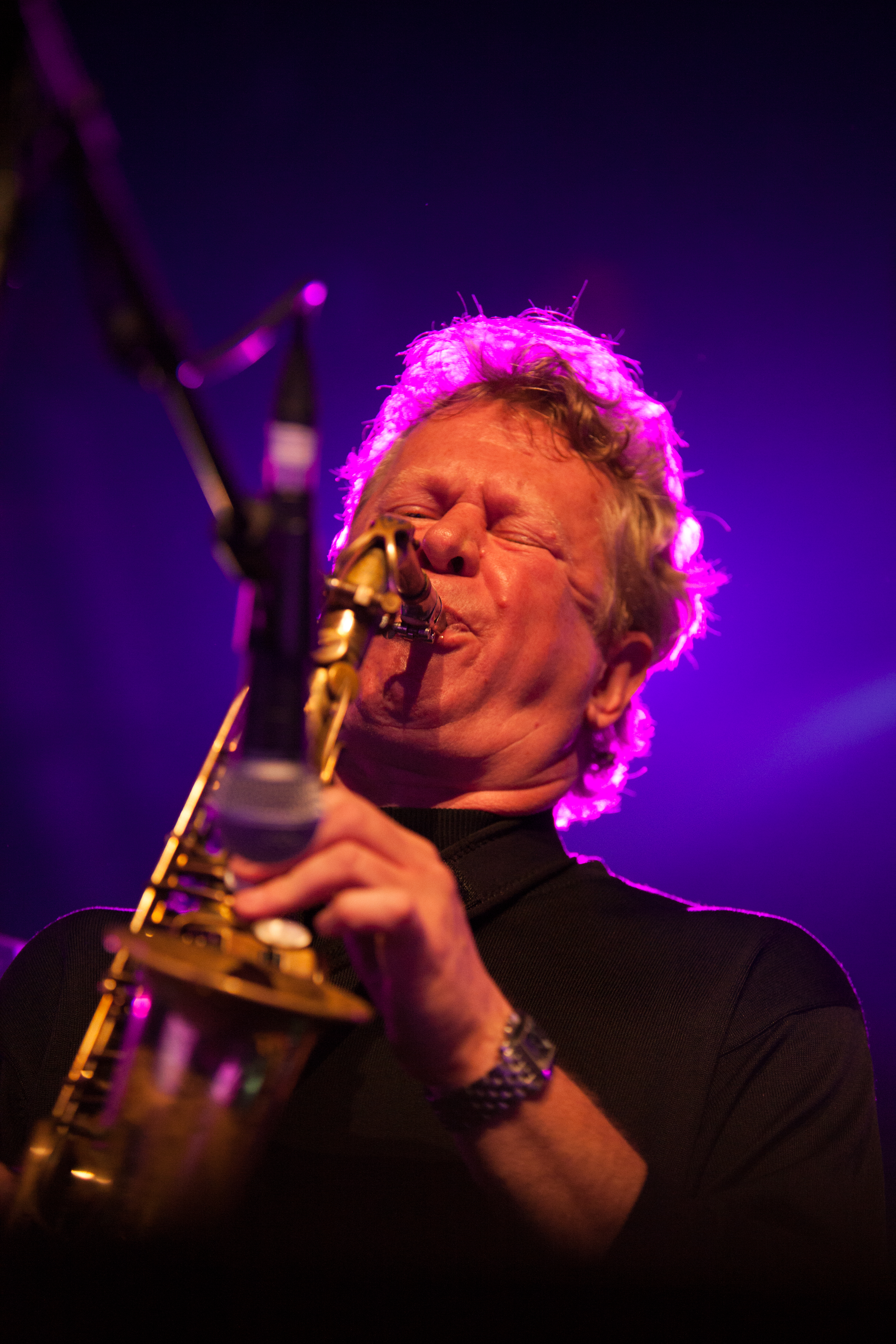
Chris Hunter auf dem Montreux Jazz Festival 2012

Chris Hunter (* 21. Februar 1957 in London) ist ein britischer Jazz-Saxophonist (Altsaxophon, Sopransaxophon, Tenorsaxophon) und Flötist.

## Leben und Wirken
Chris Hunter erhielt im jugendlichen Alter Unterricht bei Don Rendell und spielte in der zweiten Hälfte der 1970er Jahre im National Youth Jazz Orchestra, mit dem er unter Leitung von Mike Westbrook auf Tournee ging.
Bekannt wurde Hunter als Mitglied in Gil Evans’ Monday Night Orchestra von 1984 bis zu dessen Tod im Jahr 1988. Sein hoher, scharfer Ton auf dem Altsaxophon ähnelt dem von  David Sanborn, jedoch mit mehr Bluesfeeling. Seine besten Soli sind auf Evans Platten zu finden, während er mit seinen eigenen Projekten wenig Erfolg hatte. Außerdem spielte Hunter von 1984 bis 1998 in der George Gruntz Concert Jazz Band, mit Michel Camilo, Tony Scott und den Big Bands von Michael Gibbs. Zu hören war er u. a. auch auf John Clarks Album I Will (1997). Ab 2015 gehörte er zum Manhattan Jazz Quintet, mit dem mehrere Alben entstanden.

## Diskographische Hinweise
Alben als Leader
- This Is Chris (Paddle Wheel Records, 1988) mit Emily Remler, Terri Lyne Carrington
- Scarborough Fair (Paddle Wheel, 1989) mit Howard Johnson, John Clark

Als Begleitmusiker
- Mike Westbrook: The Cortège (3-LP, Original Records, 1982)
- Gil Evans: Live at Sweet Basil, Vol. 1 & 2 (Gramavision, 1984)
- Mike Gibbs Orchestra: Big Music (Venture Records, 1988)
- The George Gruntz Concert Jazz Band: First Prize (Enja, 1989)
- Michel Camilo: On the Other Hand (Epic Records, 1990)
- George Gruntz Concert Jazz Band: Blues ‘N Dues Et Cetera (Enja, 1992)